# المؤسسة السعودية للثقافة الشعبية
المؤسسة السعودية للثقافة الشعبية، مؤسسة قام بافتتاحها والإشراف عليها مجموعة من الشباب السعودي في مكة المكرمة عام 1371هـ بعد عودتهم من الابتعاث الخارجي واستكمال دراستهم وتوليهم مناصب حكومية مختلفة ومتعددة، وإدراكًا منهم أنه يجب عليهم بذل المزيد من الجهد تجاه وطنهم المملكة العربية السعودية، اجتمع الجامعيون في مكة المكرمة وافتتحوا المؤسسة التي تهدف إلى تدريب الشباب السعودي الذي لم تتح له الفرصة لاستكمال الدراسة العليا لشغل المناصب الحكومية والوظائف في القطاع الخاص أو الشركات التجارية، وكان صاحب السمو الملكي الأمير عبدالله الفيصل رئيس شرف للجامعيين. إلى جانب من تم انتخابه منهم في عام 1373هـ كأعضاء في المجلس الإداري وهم:
- الدكتور حسن نصيف
- صالح جمال الحريري ( السكرتير العام للمؤسسة)
- محمد سعيد آدم
- إبراهيم زاهر
- عبد الله الدباغ
- علي حسن غسّال
- جمال حسن جاوة

وكان كل جامعي يدفع ما مقداره 2% من مرتبه لتوفير نفقات المدارس التي قامت المؤسسة بافتتاحها. ومن إنجازات المؤسسة أنها افتتاح قسمًا لدراسة الأعمال التجارية عام 1371هـ. وافتتحت صفًا للسنة الابتدائية السادسة. وكانت المناهج في تلك الجهات التعليمية موافقة لمناهج مديرية المعارف، وقامت المؤسسة باستئجار أماكن تمكن من خلالها الشباب من ممارسة الرياضة.وبعد قيام وزارة المعارف قامت بدعم المؤسسة، فقدمت لها إعانة مالية سنوية، إلى جانب بعض المدارس ؛ لتكون مقرًا لطلابها. ضعف نشاط المؤسسة بعد أن نقل العديد من أعضائها إلى مناصب خارج مكة المكرمة.